# 櫻澤未知
櫻澤未知（日语： Tarasawa Michi，1954年4月3日—），日本漫畫家，後24年組之一。

## 經歷
東京都目黑區出身。1975年於《別冊少女Comic》11月號出道，代表作《拜仁的天使》是首部以合唱團為題材的漫畫。
2018年作品《我與尾巴的神樂坂》改編為真人版電視劇。

## 作品
櫻澤未知目前有正式授權中文譯本的作品是《MF動物醫院日誌》、《鬼門之家》。

## 外部連結
- たらさわみちのアトリエ （页面存档备份，存于） - 公式サイト
- 櫻澤未知的X（前Twitter）
- 櫻澤未知的Instagram帳戶